# عين درة
عين درة قرية سوريّة تقع في سلسلة جبال القلمون تتبع إداريّاً لمحافظة ريف دمشق منطقة التل ناحية رنكوس، بلغ تعداد سكانها 63 نسمة حسب التعداد السكاني لعام 2004.